# Matjaž Robavs
Matjaž Robavs, slovenski baritonist, pevec resne glasbe, * 10. oktober 1972, Ljubljana, Slovenija

## Življenjepis
Srednjo glasbeno in baletno šolo je obiskoval v Ljubljani pri prof. Marcosu Bajuku, po končanem šolanju pa se je vpisal na Univerzo za glasbo in upodabljajočo umetnost na Dunaju, kjer je študiral pri prof. Heleni Lazarski. Leta 2000 je zaključil podiplomski študij pri prof. Robertu Hollu in si pridobil naziv magister umetnosti.
Udeležil se je mnogih pevskih tekmovanj in  pridobil več priznanj; leta 1991 in 1993 prvi nagradi na slovenskem državnem tekmovanju mladih glasbenikov (1991 tudi prvo nagrado na zadnjem vsejugoslovanskem tekmovanju mladih glasbenikov). Leta 1997 prvi nagradi na evropskem študentskem tekmovanju solopevcev v Krakovu na Poljskem in na svetovnem študentskem tekmovanju mladih glasbenikov v Tokiu na Japonskem. Leta 1998 je prejel prvo nagrado na mednarodnem pevskem tekmovanju »Jugend musiziert« v Leobnu v Avstriji, leta 1999 pa prvo nagrado občinstva na mednarodnem tekmovanju »Ada Sary« na Poljskem, kakor tudi nagrado Poletne akademije v Salzburgu. 
Leta 2000 je na prestižnem mednarodnem pevskem tekmovanju »S-Hertogenbosch« na Nizozemskem prejel prvi nagradi kot najboljši interpret samospeva in kot najboljši pevec vseh kategorij.
Matjaž Robavs je nastopil na več mednarodnih festivalih med drugim na festivalu Charintischer Sommer na Koroškem v Avstriji, na festivalu Wratislavia Cantans na Poljskem, na mednarodnem baročnem festivalu v Varaždinu na Hrvaškem, na Wexford Opera festivalu na Irskem, na festivalu Zommeropera Festival v Antwerpnu v Belgiji, na Salzburških slavnostnih dnevih, na festivalu Baden-Baden v Nemčiji, na festivalu v Schwetzingu v Nemčiji, itd. 
Gostovanja so ga med drugim vodila v operne hiše v Celovcu, Schwerinu, na Dunaju (Volksoper, Theater an der Wien), Ljubljani, Antwerpnu, Wexfordu, Frankfurtu, Zürichu in Milanski Scali. Upodabljal je naslednje operne vloge: Papageno (Čarobna piščal - Die Zauberflöte), Der Sprecher (Zauberflöte), Guglielmo - Cosi fan tutte, Nr. Vier (Das verratene Meer, W. Henze), Ping (Turandot), Oče (Janko in Metka Humperdinck), Dottore Malatesta (Don Pasquale), Dancairo (Carmen), Švanda Dudak (Švanda Dudak, J. Weinberger), Germont & Baron Dauphol (La Traviata), Šiškov ( Iz mrtvega doma ), Haudy ( Die Soldaten ). 
Koncertiral je po Evropi, Japonski in Kanadi. Snemal je za slovensko, avstrijsko, belgijsko in japonsko televizijo. Do sedaj je posnel 5 samostojnih zgoščenk s slovenskimi ljubezenskimi, starimi božičnimi, slovenskimi domovinskimi pesmimi in s slovenskimi napitnicami. Pri angleški založbi Naxos pa so izdali celotno opero Švanda Dudak, prvič posneto v češkem jeziku, kjer poje Matjaž Robavs naslovno vlogo.
Z Dunajskimi filharmoniki je pri založbi Unitel Classica posnel opero Die Soldaten, kjer je upodobil vlogo Haudyja.
Dejaven je tudi na pedagoškem področju; je profesor na Akademiji za glasbo v Ljubljani, njegovi študenti so nagrajenci različnih mednarodnih tekmovanja, kot operni in pevski solisti pa gostujejo tako doma kot v tujini.
Matjaž Robavs je aktiven tudi kot gostujoči predavatelj na različnih glasbenih ustanovah in glasbenih univerzah v Evropi.